# Mosillus tibialis
Mosillus tibialis är en tvåvingeart som beskrevs av Cresson 1916. Mosillus tibialis ingår i släktet Mosillus och familjen vattenflugor. Inga underarter finns listade i Catalogue of Life.